# Chick-fil-A
Chick-fil-A (укр. Чик-філ-Ей) — американська мережа ресторанів швидкого харчування зі штаб-квартирою в передмісті Атланти Колледж-Парк, штат Джорджія, що спеціалізується на курячих сендвічах. Заснована у 1946 році, вона була пов'язана з південною частиною Сполучених Штатів, де вона стала культурною іконою. Чик-філ-А має більш ніж 1700 ресторанів у 39 штатах США і окрузі Колумбія, і робить наголос на майбутньому зростанні на американському Середньому Заході, півдні Каліфорнії, Канаді, на Філіппінах і в Південній Кореї.
Культура компанії багато в чому залежить від південних баптистських переконань свого засновника. На відміну від більшості ресторанів швидкого харчування і роздрібних мереж магазинів, всі ресторани Chick-Fil-A закриті для відвідувачів в неділю.